# Melo (Uruguay)
Melo is een stad in het noordoosten van Uruguay op 60 kilometer ten westen van de grens met Brazilië. Het is de hoofdstad van het departement Cerro Largo. Het inwonersaantal is 50.578 (2004).
Op 27 juni 1795 werd de stad gesticht door de Spaanse officier Agustín de la Rosa. Melo is vaak doel geweest van Portugese invasies, namelijk in de jaren 1801, 1811 en 1816. Bij de Uruguayaanse onafhankelijkheid werd de stad officieel verklaard tot hoofdstad van het departement Cerro Largo. Daarmee is Melo een van de negen originele hoofdsteden van de departementen van Uruguay.
In 1897 werd de stad de zetel van een rooms-katholiek bisdom.

## Geboren
- Bruno Silva (1980), voetballer